# Somchai Makmool
Somchai Makmool (thailändisch สมชาย มากมูล, * 17. November 1980) ist ein thailändischer Fußballtrainer.

## Karriere
Somchai Makmool übernahm sein erstes Traineramt am 1. Januar 2016 in Songkhla beim Zweitligisten Songkhla United FC. Hier stand er bis Ende August 2016 unter Vertrag. Einen Monat später wurde er Cheftrainer beim Erstligisten Sukhothai FC. Mit dem Verein aus Sukhothai gewann er den FA Cup. Noch während der Vorbereitung zur Saison 2018 wurde sein Vertrag aufgelöst. Im Januar 2018 unterschrieb er einen Trainervertrag beim Kasetsart FC. Der Verein aus der Hauptstadt Bangkok spielte in der zweiten Liga. Nach drei Spielen wurde er Ende Juli 2018 entlassen. Im gleichen Jahr unterschrieb er im Oktober einen Vertrag beim Drittligisten JL Chiangmai United FC. Mit dem Verein aus Chiangmai wurde er Meister der Upper Region der Liga und stieg in die zweite Liga auf. Bei Chiangmai stand er bis April 2019 unter Vertrag. Den Rest der Saison war er Cheftrainer beim Viertligisten Phitsanulok FC. Im November 2020 verpflichtete ihn der Zweitligist Lampang FC. Bis Ende Januar 2021 stand er fünfmal für den Verein aus Lampang an der Seitenlinie. Im folgenden Monat unterschrieb er einen Vertrag beim ebenfalls in der zweiten Liga spielenden Khon Kaen FC. Bei dem Verein aus Khon Kaen war er Trainer sowie Technischer Direktor. Die beiden Ämter hatte er bis 10. Juli 2021 inne. Am 19. Oktober 2021 wurde er Cheftrainer beim Zweitligaaufsteiger Muangkan United FC in Kanchanaburi. Hier stand er bis Saisonende 2021/22 unter Vertrag. Nachdem Muangkan die Lizenz verweigert wurde, unterschrieb er am 11. Juni 2022 einen Vertrag beim Zweitligaaufsteiger Uthai Thani FC. Mitte Oktober 2022 trat Makmool von seinem Amt als Cheftrainer zurück. Am 7. November 2022 wurde er vom Zweitligaaufsteiger Krabi FC für den Rest der Saison unter Vertrag genommen. Zu Beginn der Saison 2023/24 unterschrieb er einen Vertrag beim Drittligisten Khon Kaen FC. Hier stand er bis Ende Januar 2024 an der Seitenlinie. Am 12. Februar 2024 übernahm er das Amt des Cheftrainers beim Zweitligisten Dragon Pathumwan Kanchanaburi FC. Am 15. Juni 2024 stand er mit Kanchanaburi im Finale des FA Cup. Das Spiel gegen den Erstligisten Bangkok United verlor man nach Elfmeterschießen. Am 6. Oktober 2024 wurde er in Kanchanaburi als Cheftrainer entlassen. Vier Tage später unterschrieb er einen Vertrag beim Zweitligisten Trat FC. Nach zwölf Ligaspielen wurde er im Januar 2025 entlassen.

## Erfolge
Sukhothai FC
- Thailändischer Pokalsieger: 2016

JL Chiangmai United FC
- Thai League 3 – Upper: 2018  ▲

Dragon Pathumwan Kanchanaburi FC
- Thailändischer Pokalfinalist: 2023/24